# Ksantofil
Ksantofili su žuti pigmenti iz karotenoidne grupe koji su široko rasprostanjeni u prirodi. Oni su između ostalog prisutni u žumancentu, algama, i laticama žutih cvetova. Ksantofili obuhvataju lutein, zeaksantin, neoksantin, violaksantin, i α- i β-kriptoksantin, od kojij je lutein primarno zastupljen u hrani.

## Spoljašnje veze
|  | Molimo Vas, obratite pažnju na važno upozorenje u vezi sa temama iz oblasti medicine (zdravlja). |